# Materjaure
Materjaure är en sjö i Kiruna kommun i Lappland och ingår i Kalixälvens huvudavrinningsområde. Sjön har en area på 0,197 kvadratkilometer och ligger 986,2 meter över havet. Materjaure ligger i Torne och Kalix älvsystem Natura 2000-område.

## Delavrinningsområde
Materjaure ingår i det delavrinningsområde (753527-160455) som SMHI kallar för Ovan VDRID = Kuoperjåkka i Kalixälvens vattendrag*. Medelhöjden är 937 meter över havet och ytan är 9,6 kvadratkilometer. Räknas de 10 avrinningsområdena uppströms in blir den ackumulerade arean 174,39 kvadratkilometer. Avrinningsområdets utflöde Kalixälven (Kaitumälven) mynnar i havet. Avrinningsområdet består mestadels av kalfjäll (94 procent). Avrinningsområdet har 0,58 kvadratkilometer vattenytor vilket ger det en sjöprocent på 6 procent.